# Ruta 1804 (Lima)
La ruta 1804 o "la C" es una ruta de transporte público del área metropolitana de Lima, que conecta los distritos de Ancón y Pachacámac. El trayecto de esta ruta tiene consta de 145 o 151 paradas dependiendo de la dirección y dura aproximadamente entre 4 y 5 horas.

## Características
Esta ruta de transporte público está administrada por la Empresa de Transportes y Servicios Virgen de la Puerta S.A. (VIPUSA), la cual gestiona también la ruta 8109, que transita por la urbe limeño-chalaca.

### Autorización
La ruta 1804 se encuentra autorizada por la Municipalidad Metropolitana de Lima (MML) y la Autoridad de Transporte Urbano (ATU).

## Trayecto
Los autobuses de la ruta 1804 (aprox. 80) comienzan a operar a las 4:00 a.m. y terminan a las 11:00 p.m. por los distritos de Ancón, Santa Rosa, Puente Piedra, Comas, Los Olivos, Independencia, San Martín de Porres, Rímac, Lima, La Victoria, San Borja, Surquillo, Santiago de Surco, San Juan de Miraflores, Villa María del Triunfo, Villa El Salvador, Lurín y Pachacámac en la provincia de Lima; pasando por importantes lugares, tales como la playa Miramar, el óvalo de Ancón, Zapallal, el óvalo de Puente Piedra, Mercado Unicachi, Real Plaza Pro, los centros comerciales Megaplaza y Plaza Norte, la plaza de Acho, el Congreso de la República, el parque Universitario, la plaza Manco Cápac, las estaciones Arriola, La Cultura, San Borja Sur, Angamos, Cabitos, Ayacucho, Jorge Chávez, Atocongo, San Juan, María Auxiliadora, Villa María y el óvalo José Gálvez.

### Terminales
Su terminal de ida se encuentra en la urbanización Miramar, en Ancón y su terminal de vuelta se encuentra en la Agrupación Agropecuaria Jorge Chávez, en Lurín.

### Recorrido
| Dirección            | Avenidas y calles |
| -------------------- | --- |
| Ida Hacia Pachacámac | Av. La Florida - C. Rímac - C. Las Colinas - Av. Mariátegui - C. Áncash - Av. Santa Rosa - Av. Bertello - Carretera Panamericana Norte - Vía de Evitamiento - Jr. Huánuco - Av. 9 de Octubre - Av. Abancay - Av. Manco Cápac - Jr. Italia - Jr. Luna Pizarro - Av. México - Av. Aviación - Av. Tomás Marsano - Av. Los Héroes - Est. Atocongo - Av. Pachacútec - Av. Lima - Av. Zarumilla - Av. Las Palmas - C. Los Eucaliptos. |
| Vuelta Hacia Ancón   | C. Los Eucaliptos - Av. Las Palmas - Av. Zarumilla - Av. Lima - Av. Pachacútec - Est. Atocongo - Av. Los Héroes - Av. Tomás Marsano - Av. Aviación - Av. México - Av. Manco Cápac - Av. Abancay - Jr. Amazonas - Jr. Huánuco - Vía de Evitamiento - Carretera Panamericana Norte - Av. Bertello - Av. Santa Rosa - C. Áncash - Av. Mariátegui - C. Las Colinas - C. Rímac - Av. La Florida.                                     |

Actualmente los buses de la ruta 1804 transitan desde el terminal Conchitas hasta la estación Atocongo.

## Rutas relacionadas
8109 (Pachacámac - Ancón), 1106 (Ancón - Carabayllo),1607/1608 (Ancón - La Victoria), 1701 (Ancón - Santiago de Surco), 1801 (Santa Rosa - Pachacámac), 1802 (Puente Piedra - Villa El Salvador), 8107 (Villa El Salvador - Carabayllo), 8108 (Villa El Salvador - Puente Piedra), 8110 (Lurín - Carabayllo), 8111 (Pachacámac - Ancón), IO47 (Ancón - Ventanilla).